# Симон Зі
Доктор Симон Мін Зі (англ. Simon Min Sze; кит.: 施敏; нар. 1936) — представник інженерної радіотехнічної науки США. Після закінчення Тайванського національного університету в 1957, він отримав ступінь магістра в Вашингтонському університеті в 1960 а потім доктарантуру в Стенфордському університеті в 1963. Він працював у Bell Labs до 1990, після чого він повернувся до Тайваню і приєднався до факультету NCTU. Він відомий своїми роботами в фізиці напівпровідників та в прикладних технологіях, включаючи винахід разом з Давоном Кангом транзистора з плавним затвором, сьогодні широко використовуваний у комірках пам'яті. Він написав і видав багато книг, включаючи Physics of Semiconductor Devices, одна із найбільш цитованих монографій у галузі напівпровідникових приладів. Зі отримав нагороду the J. J. Ebers Award в 1991 за свій вклад у напівпровідникове приладобудування